# Проблема политической власти
Проблема политической власти. Право принуждать и обязанность подчиняться — книга профессора философии Университета Колорадо Майкла Хьюмера, вышедшая в январе 2013 года. В первой части книги подробно аргументируется интерпретация философского анархизма Хьюмера и приводятся доводы против легитимности политической власти, в то время как во второй части рассматривается политический анархизм и практическая жизнеспособность анархо-капитализма.

## История и продвижение
В апреле 2011 года, когда он ещё писал книгу (тогда она называлась «Свобода и власть»), Хьюмер был опубликован в журнале Arts and Sciences Magazine Университета Колорадо в Боулдере. В очерке приводились слова Хьюмера о том, что политическая власть — это «моральная иллюзия, от которой мы страдаем».
В мае 2012 года, за несколько месяцев до выхода книги, Хьюмер защищал аргументы книги в видеоролике.

## Рецензии
Оле Мартин Моэн из Университета Осло, Норвегия, отрецензировал книгу в журнале Philosophical Quarterly. В заключение своей рецензии Моэн написал: «Помимо того, что книга Хьюмера является солидным научным трудом, она хорошо подойдёт для чтения на занятиях по политической философии. Она обязательно вызовет дискуссию, и ее включение поможет исправить тот печальный факт, что анархизм часто либо игнорируется, либо откладывается в сторону без серьёзного обсуждения. А жаль, ведь даже если отвергнуть его выводы, Хьюмер ясно даёт понять, что анархизм — это сложная теория, которая заслуживает внимательного рассмотрения».
Книга также была отрецензирована в журналах Ethics Джорджем Клоско, Mind Даниэлем Вихоффом и Le Québécois Libre Брэдли Дусе.

## Похожие книги других авторов
- В книге «Механика свободы» Дэвида Д. Фридмана заложены основы видения анархо-капиталистического общества, которое Хьюмер развивает во второй части[9]. Томаш Кайе, создатель видеосерии «Джордж должен помочь», утверждал, что трактовка темы Хьюмером превосходит трактовку Фридмана[10].
- Книга «К новой свободе» Мюррея Ротбарда служит (наряду с работой Фридмана) основой для обсуждения «Индивидуальной безопасности в безгосударственном обществе» в главе 10[11].
- Теория хаоса Роберта П. Мерфи[англ.][12]. Кайе сказал, что книга Хьюмера превосходит «Теорию хаоса»[10].
- Order Without Law: How Neighbors Settle Disputes Роберта Элликсона.
- Libertarian Anarchy: Against the State Джерарда Кейси (философа)[англ.].